# Рожков, Николай Васильевич
Никола́й Васи́льевич Рожко́в (1906—1998) — советский кинодраматург. Лауреат Сталинской премии первой степени (1948).

## Биография
Н. В. Рожков родился 27 ноября (10 декабря) 1906 года на станции Становая (ныне Липецкая область). Выступал как журналист. В 1935 году окончил режиссёрский факультет ВГИКа (педагоги — С. М. Эйзенштейн и Л. В. Кулешов). Писал сценарии хроникально-документальных, художественных, мультипликационных фильмов. В 1952—1955 годах руководил сценарной мастерской ВГИКа.
Умер 30 октября 1998 года. Тело было кремировано, прах развеян.

## Фильмография
- 1931 — Плуг на смену омачу
- 1931 — Краснопалочники
- 1939 — Советские патриоты с Е. М. Помещиковым
- 1941 — Боевой киносборник № 4 (новелла «Патриотка»); Боевой киносборник № 7
- 1942 — Боевой киносборник «Юные партизаны» (новелла «Левко») (с В. Л. Василевской)
- 1942 — Сын Таджикистана (совм. с Е. Помещиковым и М. Рахими)
- 1942 — Швейк готовится к бою (с Б. С. Ласкиным, К. Б. Минцем, И. С. Склютом)
- 1943 — Новые похождения Швейка; Мы с Урала
- 1943 — Март — апрель (с В. М. Кожевниковым)
- 1947 — Сказание о земле Сибирской (с И. А. Пырьевым)
- 1947 — Конёк-Горбунок (мультфильм)
- 1948 — Далёкая невеста (с В. Б. Шкловским)
- 1953 — Волшебная птица (мультфильм)
- 1954 — Новоселье (с Б. С. Ласкиным)
- 1955 — Далёкая песня (с Б. С. Ласкиным)
- 1955 — Тайна двух океанов (с В. А. Алексеевым (Розенштейном) и К. К. Пипинашвили)
- 1956 — Священная кровь (с Л. Файзиевым)
- 1960 — Люди моей долины (с В. С. Земляком)
- 1961 — Знамя кузнеца
- 1962 — Исповедь (с М. С. Канюкой)
- 1963 — Пятеро из Ферганы (с А. Рахматом)
- 1964 — Мирное время (с В. П. Хабуром)
- 1964 — Белые горы (с М. А. Убукеевым)
- 1965 — Листок из блокнота (с С. А. Азимовым)
- 1968 — Сыны Отечества (с С. А. Азимовым)
- 1973 — Истоки (с Г. Я. Колтуновым)
- 1976 — Ради других (с У. Р. Умарбековым)
- 1977 — Красный чернозём (с Ф. И. Наседкиным)
- 1978 — Черепашка (мультфильм)
- 1983 — Пробуждение (с Л. А. Файзиевым и Н. С. Сафаровым)
- 1991 — По закону джунглей (с Л. А. Файзиевым, У. Р. Умарбековым и В. Шукла)

## Награды и премии
- Сталинская премия первой степени (1948) — за сценарий фильма «Сказание о земле Сибирской» (1948)[3]
- Орден Почёта (1996) — за заслуги перед государством, многолетнюю плодотворную деятельность в области культуры и искусства[4]